# Odontomyia filipjewi
Odontomyia filipjewi är en tvåvingeart som först beskrevs av Pleske 1928.  Odontomyia filipjewi ingår i släktet Odontomyia och familjen vapenflugor. Inga underarter finns listade i Catalogue of Life.